# Lebel Modèle 1886
Il Lebel modèle 1886, conosciuto anche come Fusil Mle 1886 M93 a seguito di alcune modifiche apportate nel 1893, è stato un fucile a otturatore girevole-scorrevole per la fanteria in calibro 8 × 50 mm R Lebel, entrato in servizio nel 1887 in sostituzione del Gras Mle 1874.
Il fucile Lebel ha avuto la particolarità di essere stata la prima arma d'ordinanza ad utilizzare la polvere infume al posto della polvere nera fino ad allora usata per preparare le munizioni, oltre ad essere stata una delle prime armi ad utilizzare cartucce metalliche e non di carta.

## Specifiche

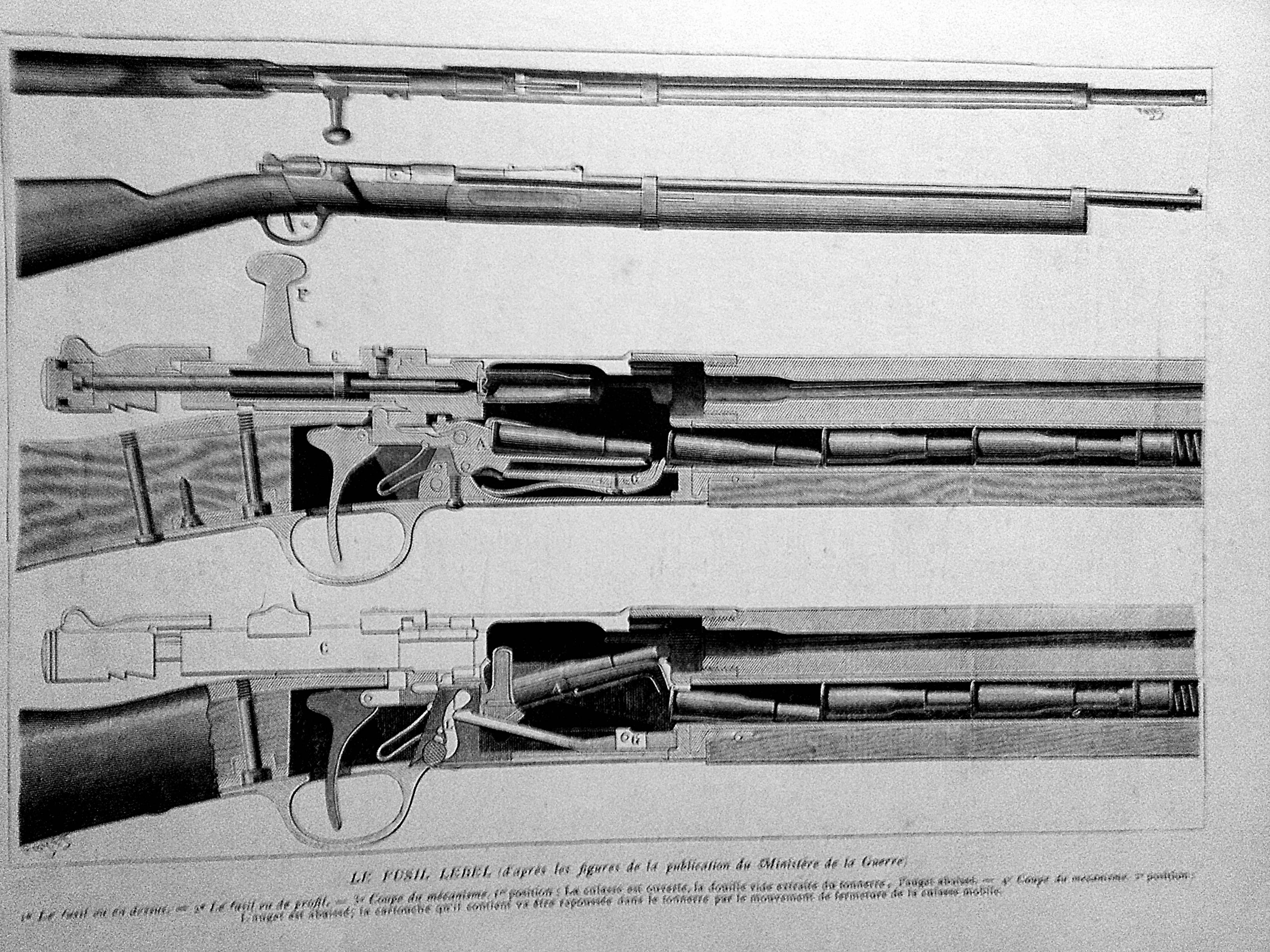
Sistema di caricamento

È stato il fucile d'ordinanza della fanteria francese per più di mezzo secolo, dal 1886 al 1945. Ha avuto larga diffusione durante la prima e la seconda guerra mondiale, dovuta al fatto che venne utilizzata in quasi tutte le colonie francesi. Il Lebel era un fucile di tipo ad otturatore girevole-scorrevole con il calibro 8 mm Lebel ed una capacità di 8 munizioni, in un caricatore fisso tubolare situato sotto la canna. Questa tecnica era già stata utilizzata in America con il fucile a leva Henry (1860) e Winchester (1866).
La sua produzione totale è stata di oltre 2.880.000 esemplari nei vari modelli.

## Impiego
L'adozione del Lebel da parte dell'Esercito Francese ebbe l'effetto di una rivoluzione nella famiglia dei fucili europei: infatti, con la scoperta della polvere infume, le altre potenze decisero di sviluppare delle proprie armi in 8mm con cui armare i propri soldati. Nel 1888 la Germania e l'Austria-Ungheria adottarono i propri fucili da fanteria; a ruota seguirono l'Italia e la Russia nel 1891; gli USA nel 1892 adottarono il fucile Krag-Jørgensen, mentre gli inglesi ammodernarono il loro Lee-Metford con cartucce a polvere infume. In Francia il fucile Lebel andò ad armare praticamente tutti i reparti, sia di nazionali che coloniali, ma ebbe anche una certa diffusione nel mercato civile, dove venivano vendute versioni praticamente identiche a quelle militari, ma mancanti dell'attacco per la baionetta.

### La Seconda Guerra Mondiale e Guerra Fredda
Le forze armate del Regno d'Italia incamerarono diverse migliaia di fucili Lebel sia dopo l'armistizio del 1940, sia dopo l'estensione dell'occupazione militare a Tunisia, Corsica e Provenza (1943). Queste armi andarono a rinforzare le unità territoriali e costiere dell'esercito - che le impiegarono anche in Sicilia contro gli Alleati - e dei reparti della Regia Aeronautica addetti alla difesa di aeroporti e alla guardia di altri impianti. Anche alcuni reparti della R.S.I. ebbero in dotazione il fucile francese per l'addestramento basico della fanteria e, segnatamente, due battaglioni di bersaglieri ad Alessandria, oltre a vari reparti dell'Esercito stanziati in Piemonte e Liguria.